# Туоро (Казерта)
Туоро је насеље у Италији у округу Казерта, региону Кампанија.
Према процени из 2011. у насељу је живело 252 становника. Насеље се налази на надморској висини од 397 м.